# Mami Uenoová
Mami Uenoová (japonsky 上野 真実, * 27. září 1996 Kumamoto) je japonská fotbalistka.

## Reprezentační kariéra
Za japonskou reprezentaci v letech 2017 až 2019 odehrála 6 reprezentačních utkání.

## Statistiky
| Japonsko | Japonsko | Japonsko |
| Roky     | Záp.     | Góly     |
| -------- | -------- | -------- |
| 2017     | 3        | 0        |
| 2018     | 0        | 0        |
| 2019     | 3        | 0        |
| Celkem   | 6        | 0        |